# Marathon (Teksas)
Marathon – jednostka osadnicza w Stanach Zjednoczonych, w stanie Teksas, w hrabstwie Brewster.